# Stef Penney
Stef Penney (Edimburgo, 1969) es una cineasta y novelista  escocesa. 

## Biografía
Tras graduarse en Filosofía y Teología en la Universidad de Brístol se dedicó al cine. Hizo tres cortometrajes antes de estudiar Cine y TV en el Bournemouth College of Art, y al graduarse fue seleccionada para el Programa de Nuevos Escritores de Carlton Television. 

### Su obra
También ha escrito y dirigido dos cortometrajes: You Drive Me (1996) y un episodio de la segunda temporada de la serie inglesa ‘‘Capital Lives’’.
En 2006 ganó el Premio Costa Book al Libro del Añocon su primera novela La ternura de los lobos (The Tenderness of Wolves), que transcurre en Canadá. Esta novela también ganó en 2008 el Theakston's Crime Novel of the Year Award.Como Stef Penney sufría de agorafobia en el momento de escribir esta novela, hizo toda la investigación en las bibliotecas londinenses y nunca visitó Canadá.
Posteriormente escribió The Invisible Ones  (2011) y Under a Pole Star (2016).También ha adaptado para BBC Radio 4 tres novelas de Modesty Blaise.